# Saubachtalbrücke (A 4)
Die  Saubachtalbrücke  ist Teil der Bundesautobahn 4 und überspannt nördlich von Wilsdruff das Tal der Wilden Sau mit der Staatsstraße 177 und der Sachsdorfer Straße.
Die Brücke wurde erstmals zwischen 1934 und 1936 im Abschnitt der Reichsautobahn zwischen Chemnitz und Dresden errichtet. 1945 folgte die Sprengung des Bauwerks und 1954 sowie 1974 die Inbetriebnahme der beiden neuen Brückenüberbauten. Im Rahmen des Ausbaus der Autobahn 4 ließ die DEGES zwei neue Balkenbrücken errichten, die 1996 fertiggestellt waren.

## Lage
Die Brücke befindet sich rund einen Kilometer nördlich des Wilsdruffer Stadtzentrums, liegt allerdings vollständig auf dem Gebiet der benachbarten Gemeinde Klipphausen, davon überwiegend in der Gemarkung von Sachsdorf. Die Gemeindegrenze zwischen Klipphausen und Wilsdruff – und damit auch die Landkreisgrenze – verläuft unmittelbar südlich der Brücke und parallel zu dieser.
Die Brücke überspannt das Tal der Wilden Sau, auch Saubach genannt, die am Landberg in Pohrsdorf am Tharandter Wald entspringt und bei Gauernitz in die Elbe mündet. Die Saubachtalbrücke verbindet die im Westen liegende Birkenhainer Höhe mit der östlich des Tals gelegenen Hühndorfer Höhe.
Unmittelbar westlich der Brücke liegt auf der Birkenhainer Höhe die Anschlussstelle Wilsdruff, in Richtung Osten folgt das 2001 eröffnete Autobahndreieck Dresden-West.

## Brücken von 1936
Die Planungen zur Überführung des Saubachtals begannen mit der Projektierung des ersten Teils der Reichsautobahnstrecke 83 von Dresden bis Wilsdruff. Es sollte möglichst kostengünstig und schnell gebaut werden, sodass der ursprüngliche Entwurf für das Gebiet nördlich von Wilsdruff anstatt einer Talbrücke nur eine Brücke über die Wilde Sau mit einer lichten Weite von zehn Metern vorsah. Die Straße von Wilsdruff nach Sachsdorf und die Straße von Wilsdruff nach Meißen hätten jeweils eigene Über- bzw. Unterführungsbauwerke erhalten. Zum Geländeausgleich wären tiefe Einschnitte westlich und östlich der Brücke sowie ein Damm innerhalb der Talsohle, quasi ein zweites „Tanneberger Loch“, nötig gewesen.
Die veränderte Planung der Obersten Bauleitung Dresden sah daher eine Talbrücke mit 200 Metern lichter Weite vor, die sowohl Wilde Sau als auch die näher an den Fluss umverlegte Sachsdorf-Wilsdruffer Straße überspannt hätte. Die Wilsdruff-Meißener Straße sollte weiterhin ein eigenes Unterführungsbauwerk bekommen und dafür einige Meter nach Westen verlegt werden. Zwischen beiden Brücken sollte die Reichsautobahn über einen nun wesentlich kürzeren Damm geführt werden.
Der dritte und letztendlich realisierte Entwurf wurde nach der Ausschreibung der zweiten Variante im Sommer 1934 als Sonderentwurf durch die Siemens-Bauunion eingereicht. Die Talbrücke wurde gen Westen verlängert und konnte damit auch die Wilsdruff-Meißener Straße mit überqueren. Die dadurch gestiegenen Kosten für die Talbrücke wurden durch den Wegfall der zweiten Unterführung kompensiert. Im Zuge dieses Entwurfs wurden auch die ursprünglich vorgesehenen Beschleunigungs- bzw. Verzögerungsstreifen der Anschlussstelle Wilsdruff in bzw. aus Richtung Dresden gestrichen, da sie sich auf der Talbrücke befunden hätten.
Im Herbst 1934 wurde mit dem Bau der Autobahnbrücke begonnen. Am Bau beteiligt waren die Siemens-Bauunion und die Beton- und Monierbau AG. Über die Schmalspurbahn Wilsdruff–Gärtitz erfolgte die Zulieferung zur Großbaustelle. Als Baustoff wurde Eisenbeton gewählt, die Brücke selbst als Balkenbrücke ausgeführt. Die acht 16,40 Meter hohen Pfeiler bestanden aus je drei 7,50 Meter voneinander entfernten Stielen und endeten in einem 1,60 bis 2,10 Meter hohen auskragenden Rahmenriegel, auf dem nach der Fertigstellung aller Pfeiler und der 22 Meter breiten Widerlager der Überbau der Brücke aufgelagert wurde. Dieser verfügte für jede Richtungsfahrbahn über vier Hauptträger und erreichte an der Oberkante eine Breite von 24,40 Metern. Insgesamt erreichte die Saubachtalbrücke eine lichte Weite von 261 Metern.
Nach der Fertigstellung des Brückenbaus im Winter 1935/36 wurde die Saubachtalbrücke zusammen mit der Reichsautobahn von Dresden-Altstadt nach Wilsdruff am 27. September 1936 eröffnet.
Am Ende des Zweiten Weltkrieges wurde die noch keine zehn Jahre alte Brücke am 26. April 1945 durch die Wehrmacht gesprengt.

Die zerstörte Brücke 1947
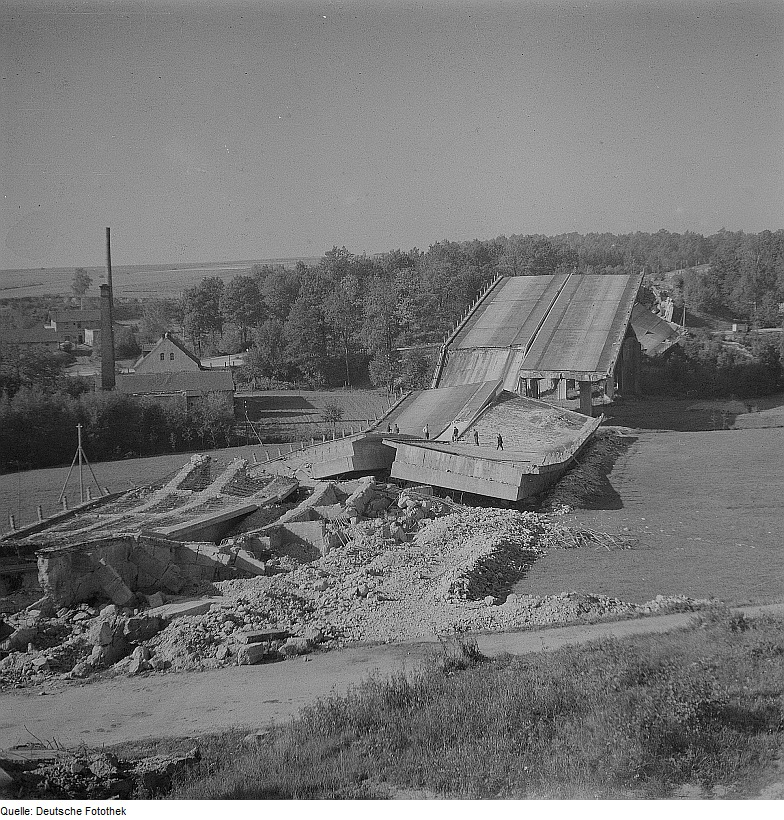
Blick über das Saubachtal Richtung Westen
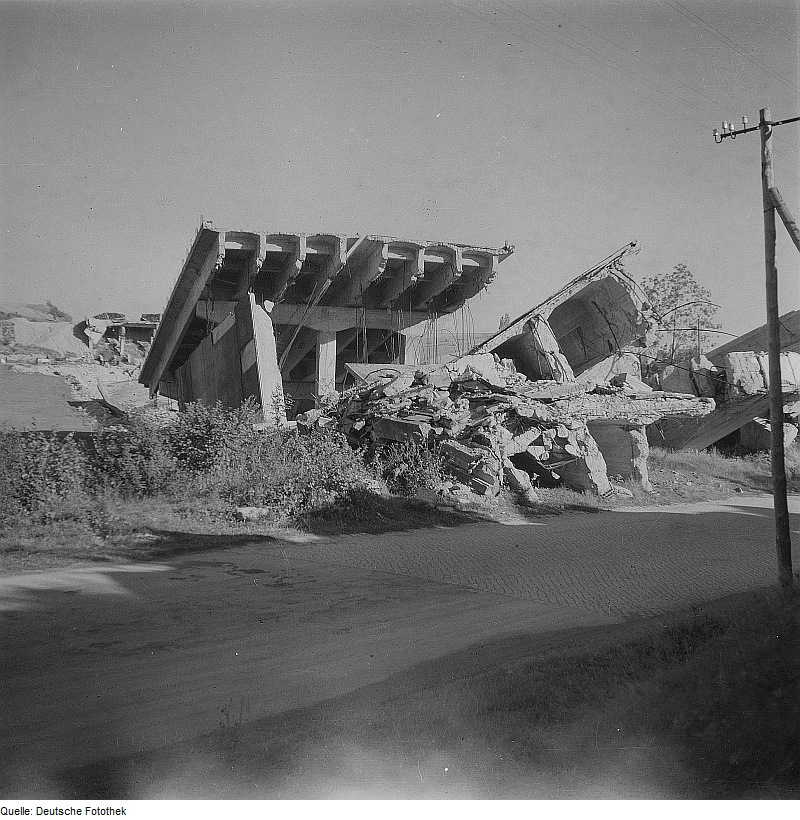
Gegenrichtung, vorn die Wilsdruff-Meißener Straße
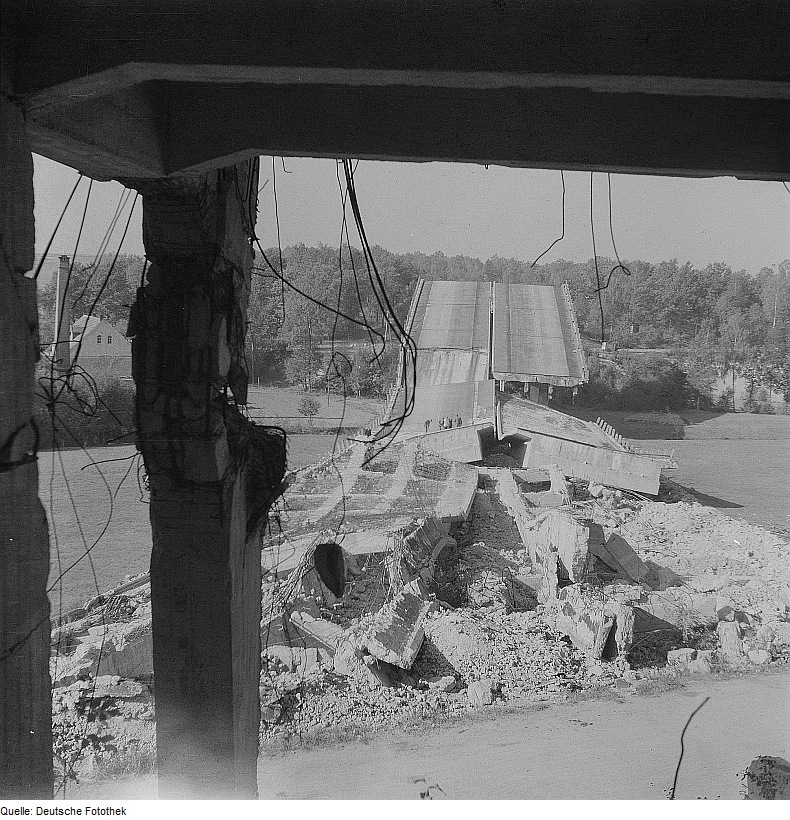
Östliches Widerlager mit Blick in Richtung Westen
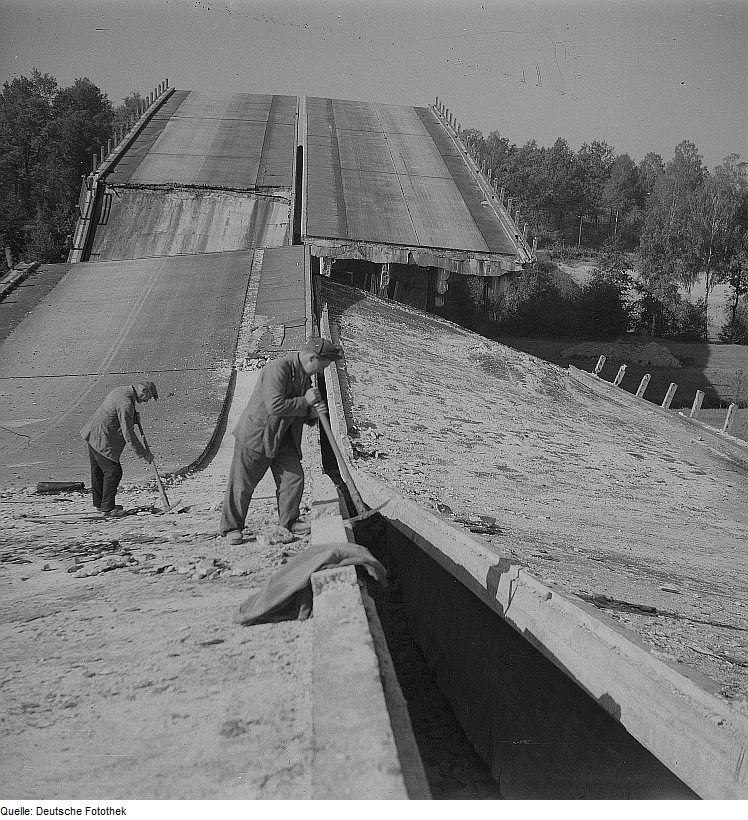
Arbeiter beim Zerkleinern der Trümmer
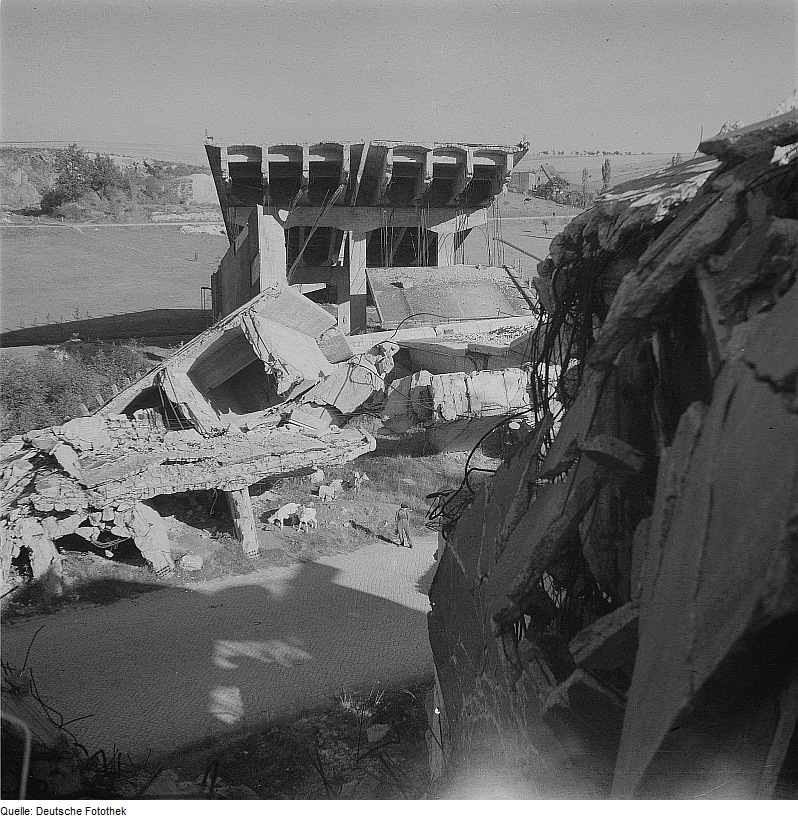
Ansicht der insgesamt acht Hauptträger des Überbaus

## Brücken von 1954 und 1974

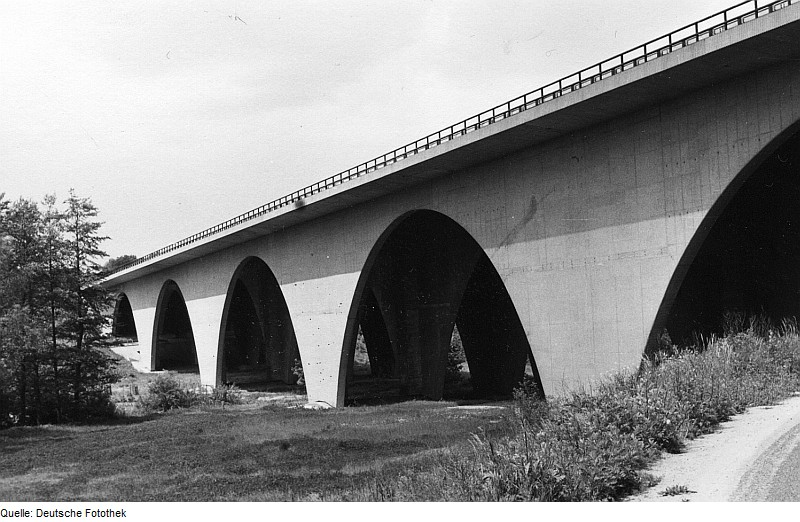
Brücke 1983

Zwischen 1952 und 1954 wurde für die Richtungsfahrbahn nach Chemnitz eine neue Brücke mit zwei Fahrstreifen errichtet, von 1972 bis 1974 folgte dann die Brücke für die Richtungsfahrbahn nach Dresden. Es waren Zweigelenk-Bogenbrücken mit fünf Öffnungen und jeweils zwei Bogenscheiben.

## Brücken von 1996
Im Rahmen des sechsstreifigen Ausbaus der Autobahn 4 (Verkehrsprojekt Deutsche Einheit Nr. 15) wurden von Oktober 1993 bis März 1995 die Bestandsbauwerke abgebrochen und anschließend durch Spannbetonbalkenbrücken mit drei Fahrstreifen sowie einem Standstreifen pro Richtungsfahrbahn ersetzt. Die Baukosten betrugen 21,8 Millionen DM. Die im Taktschiebeverfahren hergestellten Überbauten haben einzellige Hohlkastenquerschnitte und sind in Längs- sowie Querrichtung vorgespannt. Die Stützweiten der sechs Brückenöffnungen betragen 41,8 Meter, viermal 46,0 Meter und 36,8 Meter, die Bauhöhe 2,9 Meter.